# Vizaga
Vizaga is een geslacht van vlinders van de familie visstaartjes (Nolidae), uit de onderfamilie Chloephorinae.

## Soorten
- V. cyanea Snellen, 1881
- V. mirabilis Bethune-Baker, 1906